# Basílica de Santa Pudenciana
La Basílica de santa Pudenciana es un templo cristiano del siglo IV que se encuentra en el centro histórico de Roma. Está dedicada a Pudenciana, hermana de Práxedes e hija de un senador romano llamado Pudente. Es la iglesia nacional de Filipinas en Roma.

## Historia
Durante siglos, este edificio fue considerado la más antigua iglesia cristiana de Roma: habría sido construida sobre la domus del senador Pudente, que se encuentra a mil metros bajo la basílica, quien con sus diez hijas habría sido convertido por el apóstol San Pedro. El Apóstol habría vivido durante siete años en la casa de Pudente. Durante los años 1940 se realizaron algunos trabajos de restauración, que demostraron que las estructuras de la iglesia pertenecían a las Termas de Novato, del siglo II, un siglo después de la llegada de Pedro a Roma. De esta manera, se habría usado como iglesia a partir del pontificado de Siricio.
El cuerpo de la basílica es en gran parte fruto de una restauración del siglo XVI. A fines del siglo IV el edificio había sido transformado en una iglesia provista de un pórtico. En las actas del Sínodo de 499, la iglesia pertenece al Titulus Pudentis.

## Arquitectura

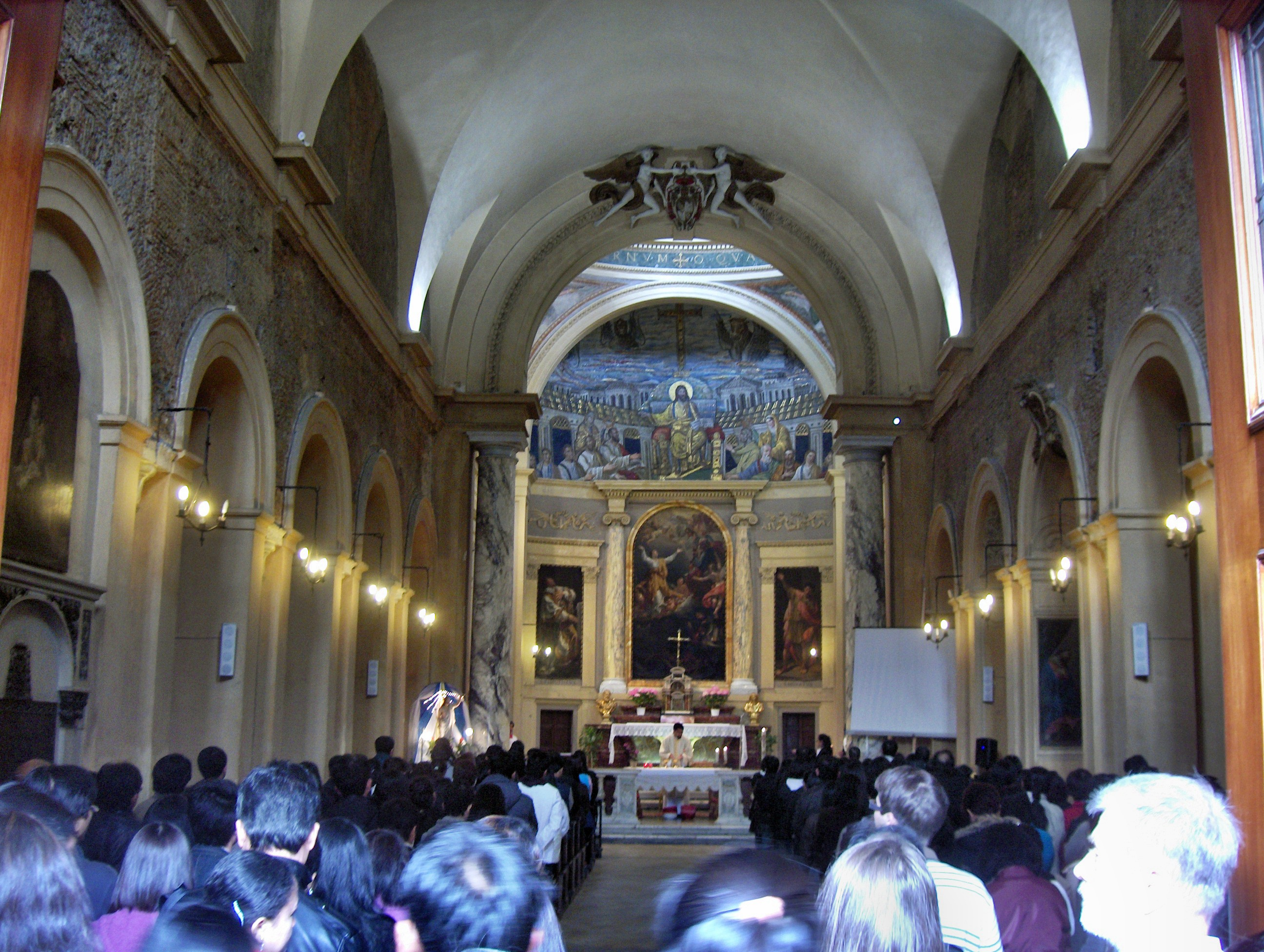
.

La fachada fue restaurada en 1870 por orden del cardenal titular Lucien-Louis-Joseph-Napoleon Bonaparte, sobrino de Napoleón. El campanario románico de cinco órdenes fue edificado en el siglo XIII.

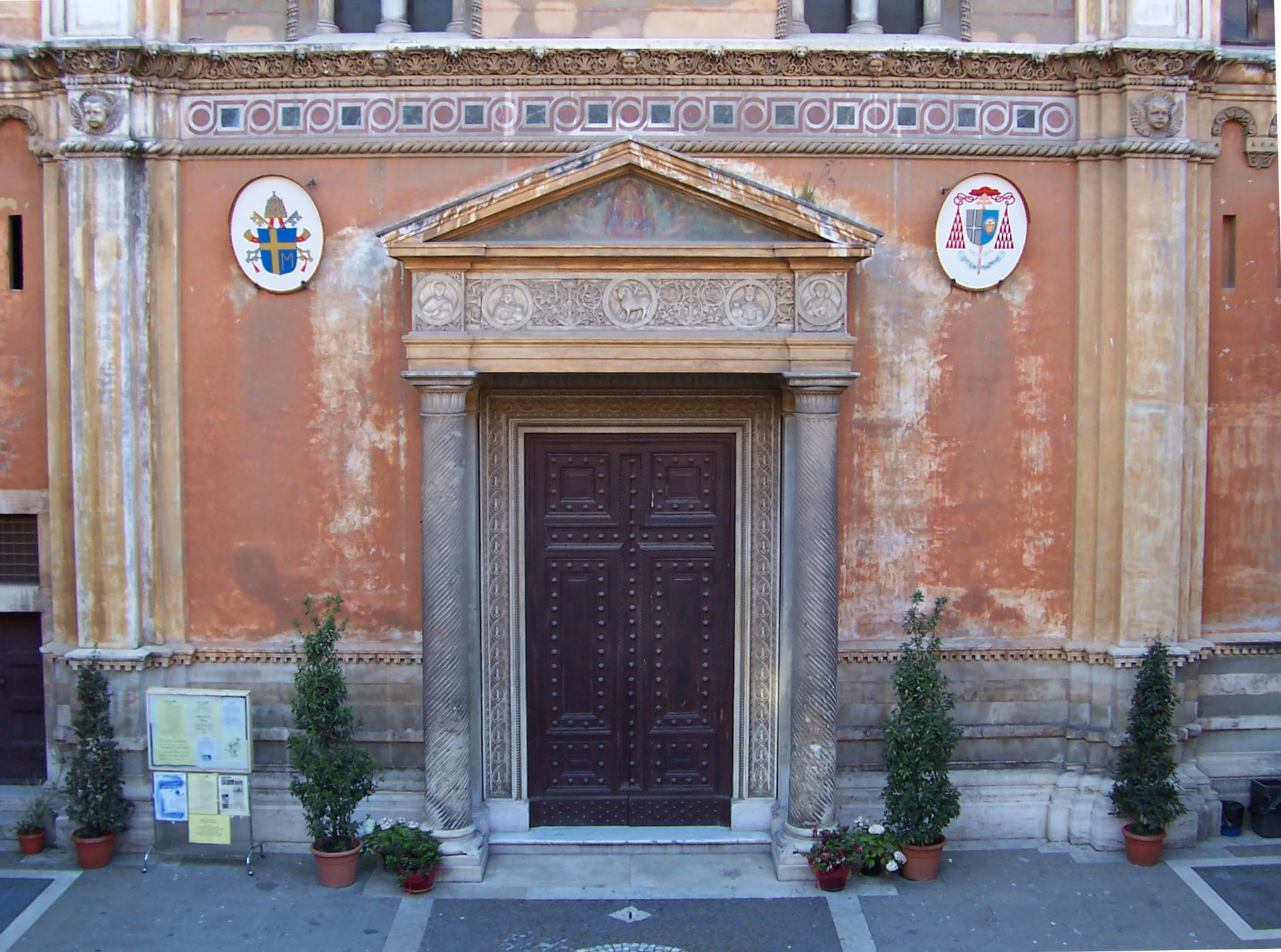
Entrada principal

Originariamente con tres naves, con planta basilical típica, fue reestructurada con una sola en 1588 por el arquitecto Francesco Capriani da Volterra, por encargo del cardenal Enrico Caetani. La cúpula es también de Volterra y se decora con frescos de Pomarancio (Ángeles y santos ante Cristo).
En el interior se conservan obras de Bernardino Nocchi, Giacomo della Porta (Cristo entrega las llaves del cielo a san Pedro), Achille Tamburini (Crucifijo de bronce), Lazarro Baldi (Nacimiento de la Virgen), Carlo Maderno (Capilla Caetani), y otros.

### Mosaico del ábside
El mosaico del ábside, quizá lo más valioso y conocido de la basílica, está fechado alrededor del año 390, uno de los más antiguos mosaicos absidiales de Roma (el más antiguo es el de Santa Constanza del 360). Parte de la obra fue destruida durante los trabajos de reestructuración del templo por Francesco Capriani conocido como "El Volterra" que sacrificó parte del mosaico inferior afectando la figura de algunos apóstoles. En el mosaico se representa a Cristo en el trono, rodeado por los apóstoles dentro de un jardín. Solo Cristo tiene la aureola y en la mano un escrito que dice: DOMINUS CONSERVATOR ECCLESIAE PUDENTIANAE. Hay dos figuras femeninas, cuyo significado es objeto de discusión. Según algunos se trata de santa Pudenciana y Práxedes, según otros representarían a la Iglesia y a la Sinagoga, es decir, los templos de los cristianos y de los hebreos. Ellas están coronando a Pedro y Pablo. Al fondo se ven representaciones de edificios que podrían ser las iglesias construidas por Constantino en Jerusalén. Un motivo para esta interpretación es la presencia de la cruz cubierta con piedras, que según la tradición el papa habría mandado a su casa. Junto a la cruz hay símbolos de los evangelistas, una de las más antiguas presentaciones que hay conservan.

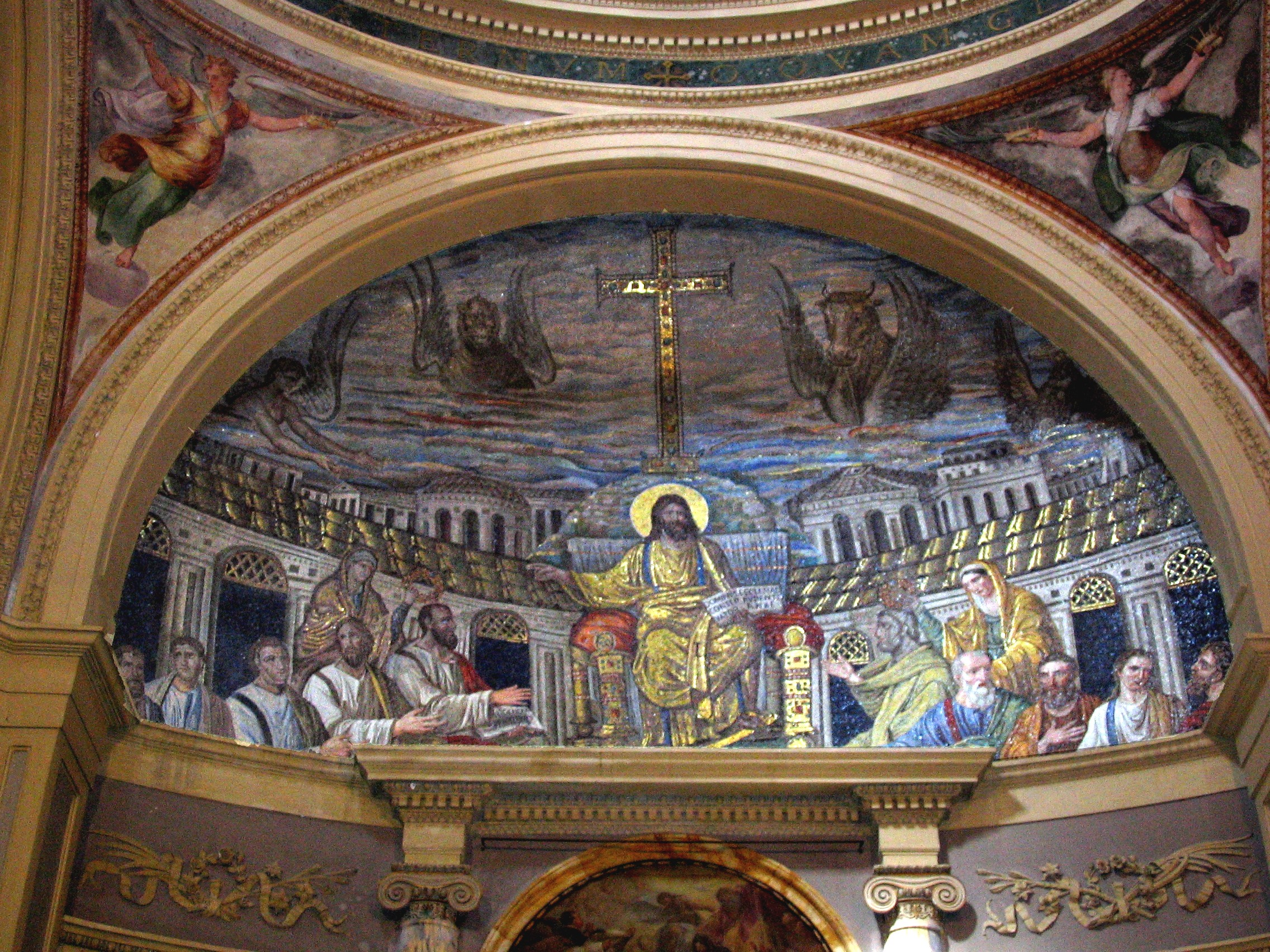
Panorámica del mosaico
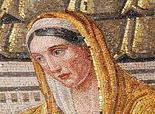
Imagen de Santa Pudenciana en el mosaico